# 프레디의 피자가게 2 (영화)
《프레디의 피자가게 2》(영어: Five Nights at Freddy's 2)는 2025년 개봉 예정인 미국의 초자연 공포 영화이다. 에마 태미가 감독과 공동 각본을 맡았으며, 2023년 영화 《프레디의 피자가게》의 속편이다.